# Spot Vegetation
Spot Vegetation ist ein multinationales Fernerkundungsprogramm, das auf den Spot-Satelliten beruht.
Das Programm wird vom Flämischen Institut für Technik betrieben und ist, wie das Spot-Satelliten-Programm, ein Gemeinschaftsprojekt von Belgien, Frankreich, Italien, Schweden und der Europäischen Kommission.
Das Programm erlaubt eine tägliche Aufnahme der Vegetation auf regionalem und globalem Level. Das System im Orbit und die entsprechenden Auswertungs- und Speicherungssysteme am Boden sind seit April 1998 in Betrieb. Die erste Einheit von Spot Vegetation (VEGETATION 1) wurde installiert als Teil des SPOT 4 Satelliten, eine zweite Einheit (VEGETATION 2) ist an Bord von SPOT 5.

## Anwendungen
Durch Spot-Vegetation werden den Endnutzern Fernerkundungsdaten von einer räumlichen  Auflösung bis auf 1 km frei zur Verfügung gestellt. Die Daten gehen fast in Echtzeit online. Ziel ist, Entscheidungsträgern valide Daten für das Ressourcenmanagement, Umweltmonitoring und direkter Politik zur Verfügung zu stellen.